# Autorità internazionale della Ruhr
L'Autorità internazionale della Ruhr (AIR) fu creata nel 1948 per condividere le risorse carbonifere (oltre quelle della Saar) della regione dalla Germania, ancora occupata dagli Alleati.

## Storia
Dopo la Seconda guerra mondiale la regione fu sottoposta al controllo militare francese (1945-1948).
Abbandonato il progetto francese di internazionalizzazione della stessa, nel 1948 fu creata un'autorità internazionale di controllo economico, formata da USA, Gran Bretagna, Francia, Benelux e Germania. 
 
In seguito alla Dichiarazione Schuman si pose il superamento delle rivalità storiche tra Francia e Germania, legate anche alla produzione di carbone ed acciaio, grazie alla realizzazione di un'Alta Autorità per la messa in comune ed il controllo delle riserve europee di tali materie prime.
Con il Trattato di Parigi del 18 aprile 1951 si pose fine all'AIR (che rimase in funzione fino al 27 maggio 1952) e fu istituita la CECA.